# 焦波
焦波（1956年—），生于山东省淄博市博山区天津湾西村，中国纪录片导演、摄影家，致力于农村题材，讲述中国农村故事，代表作品《俺爹俺娘》、《乡村里的中国》。